# Smaragdparkiet
De smaragdparkiet (Psittacula calthrapae) is een vogel uit de familie Psittaculidae (papegaaien van de Oude Wereld).

## Verspreiding en leefgebied
De soort is endemisch op Sri Lanka.

## Status
De grootte van de populatie is niet gekwantificeerd, maar de soort wordt omschreven als plaatselijk algemeen. Op de Rode lijst van de IUCN heeft de soort de status niet bedreigd.